# Senza paura (film)
(Leonardo Sciascia)
Senza paura è un film del 1999 diretto da Stefano Calvagna.
Il film, primo lungometraggio del regista romano Calvagna, è ispirato alla vera storia della famigerata "banda del taglierino", composta da giovani della Roma bene, che terrorizzò la capitale tra il 1993 ed il 1994, anno del loro arresto.

## Trama
Un gruppo di ragazzi della Livorno bene decide di rapinare una banca. Armati di taglierino, che non fa suonare il metal detector, la banda mette a segno il primo di una lunga serie di colpi riusciti con successo, che porteranno la banda a puntare sempre più in alto. La polizia guidata dall'ispettore Mattei, brancola nel buio fino a quando Marco, un componente della banda, conosce Emanuela durante una rapina e la invita a una festa, iniziando a far decadere il rapporto di fiducia all'interno dei componenti della banda, e a commettere una serie di errori, che si riveleranno poi cruciali.

## Riprese
Il film è ambientato a Livorno, ed è stato girato  nell'estate del 1999 principalmente tra Livorno ed i suoi dintorni.

## Curiosità
All'interno del film è presente un cameo della cantante Gayà, molto in voga in quel periodo, la quale canta in un concerto dove assistono Gian Maria e Marco il brano Shine On Me, successo commerciale dell'anno prima.